# Drużynowe Mistrzostwa Polski na Żużlu 1989
Drużynowe Mistrzostwa Polski na Żużlu 1989 – 42. edycja drużynowych mistrzostw Polski, organizowanych przez Polski Związek Motorowy (PZM). W sezonie 1989, do rozgrywek pierwszej ligi przystąpiło dziesięć zespołów, natomiast w drugiej lidze walczyło osiem drużyn.
Zwycięzca najwyższej klasy rozgrywkowej (I Ligi) zostaje Drużynowym Mistrzem Polski na Żużlu w sezonie 1989. Obrońcą tytułu z poprzedniego sezonu jest Unia Leszno, która triumfowała także w tym sezonie.
Po tym sezonie, podjęto decyzję o zmniejszeniu ilości drużyn w pierwszej lidze do ośmiu, z początkowych dziesięciu.

## Pierwsza Liga
| Poz. | Klub                 | Pkt. | Z      | R | P       | +/−  |
| ---- | -------------------- | ---- | ------ | - | ------- | ---- |
| 1    | Unia Leszno          | 32   | 14 (5) | 0 | 4 (1)   | +230 |
| 2    | Falubaz Zielona Góra | 31   | 14 (2) | 1 | 3       | +200 |
| 3    | ROW Rybnik           | 27   | 12 (2) | 1 | 5       | +133 |
| 4    | Apator Toruń         | 24   | 10 (3) | 2 | 6 (1)   | +103 |
| 5    | Stal Gorzów          | 23   | 10 (4) | 0 | 8 (1)   | +99  |
| 6    | Stal Rzeszów         | 22   | 9 (2)  | 2 | 7       | +101 |
| 7    | Polonia Bydgoszcz    | 18   | 7 (3)  | 1 | 10      | +14  |
| 8    | Unia Tarnów          | 10   | 5 (1)  | 1 | 12 (2)  | –121 |
| 9    | Wybrzeże Gdańsk      | 9    | 5 (1)  | 0 | 13 (2)  | –80  |
| 10   | Ostrovia Ostrów      | –16  | 0      | 0 | 18 (16) | –679 |

W nawiasach podano liczbę zwycięstw za trzy punkty, lub porażek za minus jeden punkt (różnicą 25 punktów biegowych).

## Druga Liga
| Poz. | Klub                  | Pkt. | Z      | R | P      | +/−  |
| ---- | --------------------- | ---- | ------ | - | ------ | ---- |
| 1    | Motor Lublin          | 32   | 12 (7) | 1 | 1      | +378 |
| 2    | Kolejarz Opole        | 26   | 11 (4) | 0 | 3      | +218 |
| 3    | Włókniarz Częstochowa | 23   | 10 (2) | 1 | 3      | +158 |
| 4    | Śląsk Świętochłowice  | 15   | 7 (2)  | 0 | 7 (1)  | –10  |
| 5    | Sparta Wrocław        | 13   | 6 (2)  | 0 | 8 (1)  | –32  |
| 6    | Start Gniezno         | 10   | 5 (2)  | 0 | 9 (2)  | –61  |
| 7    | KKŻ Krosno            | 0    | 3 (1)  | 0 | 11 (7) | –283 |
| 8    | GKM Grudziądz         | –7   | 1      | 0 | 13 (9) | –368 |

W nawiasach podano liczbę zwycięstw za trzy punkty, lub porażek za minus jeden punkt (różnicą 25 punktów biegowych).